# Zunico
La Zunico (Zunigh in dialetto milanese, AFI: [*ʣyˈniːk]) è una cascina posta nel territorio comunale di Carpiano a nordovest del centro abitato, verso Locate Triulzi, e dista un paio di chilometri dalla sede municipale.

## Storia
Zunico è una piccola località di antica origine, da sempre legata al territorio milanese. La comunità apparteneva alla Pieve di San Giuliano, e confinava con Videserto e Viboldone a nord, Mezzano ad est, Carpiano a sud, e Locate Triulzi ad ovest. Al censimento del 1751 la località fece registrare 120 residenti.
In età napoleonica, nel 1805, la popolazione era salita a 339 unità, e ancor più se ne conteggiarono 527 nel 1809 dopo aver incorporato Videserto. Nel 1811 la località visse poi la sua prima esperienza di annessione al Comune di Carpiano sulla base di un decreto reale, anche se in seguito all'istituzione del Regno Lombardo-Veneto tale unificazione venne annullata. Una discreta crescita demografica portò poi nel 1853 a conteggiare 418 residenti.
Il Comune di Zunico passò poi come tale sotto il nuovo governo italiano (codice catastale M205), ma subito fu presentata la proposta di riproporre l'antico modello napoleonico considerato più razionale e conforme alla situazione ecclesiastica. Il relativo progetto di legge fu approvato dal parlamento italiano e sanzionato dal re il 20 febbraio 1862, anche se la sua attuazione sulla Gazzetta Ufficiale fu posticipata fino all'11 dicembre per non frazionare il bilancio, divenendo effettiva dal 1º gennaio 1863.